# Cecidophagula leeuwenii
Cecidophagula leeuwenii is een rechtvleugelig insect uit de familie sabelsprinkhanen (Tettigoniidae). De wetenschappelijke naam van deze soort werd voor het eerst geldig gepubliceerd in 1921 door Heinrich Hugo Karny.